# Frassinetto
Frassinetto is een gemeente in de Italiaanse provincie Turijn (regio Piëmont) en telt 287 inwoners (31-12-2004). De oppervlakte bedraagt 24,7 km², de bevolkingsdichtheid is 12 inwoners per km².
De volgende frazioni maken deel uit van de gemeente: Chiapinetto, Berchiotto, Trifoglio.

## Demografie
Frassinetto telt ongeveer 142 huishoudens. Het aantal inwoners daalde in de periode 1991-2001 met 9,2% volgens cijfers uit de tienjaarlijkse volkstellingen van ISTAT.
| Jaar | Inwoneraantal |
| ---- | ------------- |
| 1991 | 316           |
| 2001 | 287           |

## Geografie
De gemeente ligt op ongeveer 1050 m boven zeeniveau.
Frassinetto grenst aan de volgende gemeenten: Traversella, Ingria, Pont-Canavese, Borgiallo, Castelnuovo Nigra, Chiesanuova.
1. ↑  https://demo.istat.it/?l=it.